# قطرانچی، اسکیل
قطرانچی (به ترکی استانبولی: Katrancı) یک منطقهٔ مسکونی در ترکیه است که در استان آق‌سرای واقع شده‌است.